# Офир
Офир (на иврит: אוֹפִיר, Ofir, ʼÔp̄îr) е една от двете митични страни упоменати в Стария завет на Библията, редом с Таршиш.
Офир е сочена в писанията като страна на злато, скъпоценни камъни и други екзотични неща, привличайки по този начин древните моряци от всички краища на света.
Офир сред библейските народи е и името на един от синовете на Йоктан. Според Светото писание до Офир се стига от пристанище на Червено море. До страната пътувал един от корабите на цар Соломон, който му донесъл 420 таланта злато. Освен злато, финикийските моряци доставяли на Соломон махагон и скъпоценни камъни. Тирският цар Хирам също оборудвал и изпратил морска експедиция до тази страна за доставка на злато, в допълнение към което корабите донесли и много сандалово дърво, слонова кост, маймуни и пауни.
Тази екзотична библейска страна от много време предизвиква любопитството на изследователите, но всички опити за определяне на точното ѝ географско положение остават спорни. Обикновено се търси в югоизточната част на Арабския полуостров - в Йемен, Сомалия, Индия или на африканския бряг на Индийския океан (Софала в Мозамбик). Съществува дори версия, че Офир била в Бразилия.
|  | Тази страница частично или изцяло представлява превод на страницата „Офир“ в Уикипедия на руски. Оригиналният текст, както и този превод, са защитени от Лиценза „Криейтив Комънс – Признание – Споделяне на споделеното“, а за съдържание, създадено преди юни 2009 година – от Лиценза за свободна документация на ГНУ. Прегледайте историята на редакциите на оригиналната страница, както и на преводната страница, за да видите списъка на съавторите. ВАЖНО: Този шаблон се отнася единствено до авторските права върху съдържанието на статията. Добавянето му не отменя изискването да се посочват конкретни източници на твърденията, които да бъдат благонадеждни. |